# Trichodactylus parvus
Trichodactylus parvus är en kräftdjursart som beskrevs av Moreira 1912. Trichodactylus parvus ingår i släktet Trichodactylus och familjen Trichodactylidae. IUCN kategoriserar arten globalt som otillräckligt studerad. Inga underarter finns listade i Catalogue of Life.